# Log Lane Village
Log Lane Village è un centro abitato (town) degli Stati Uniti d'America, situato nella contea di Morgan dello Stato del Colorado. Nel censimento del 2000 la popolazione era di 1.006 abitanti.

## Geografia fisica
Secondo i rilevamenti dell'United States Census Bureau, Log Lane Village si estende su una superficie di 0,6 km².